# 江北テレビ中継局
江北テレビ中継局（こうほくテレビちゅうけいきょく）は、佐賀県杵島郡江北町に置かれているテレビ中継局である。

## 概要
- 当テレビ中継局は、杵島郡江北町山口花祭の大平山に置かれ、同町内や周辺地域へ電波を発射している。

## 置局住所
- 杵島郡江北町大字花祭字東百野64-2

## 送信施設概要

### 地上デジタルテレビ放送
| リモコンキーID | 放送局名          | 物理チャンネル | 空中線電力 | ERP   | 放送対象地域 | 放送区域内世帯数 | 試験放送開始日 本放送開始日                         |
| 1              | NHK佐賀総合テレビ | 15ch           | 300mW      | 810mW | 佐賀県       | 1970世帯         | 2008年（平成20年）9月16日 2008年（平成20年）10月1日 |
| 2              | NHK佐賀教育テレビ | 18ch           | 300mW      | 810mW | 全国         | 1970世帯         | 2008年（平成20年）9月16日 2008年（平成20年）10月1日 |
| 3              | stsサガテレビ     | 20ch           | 300mW      | 790mW | 佐賀県       | 1970世帯         | 2008年（平成20年）9月16日 2008年（平成20年）10月1日 |

- 放送エリアは、杵島郡江北町北部の広範囲と杵島郡大町町・多久市・小城市の一部地域。
- ※このためかどうか分からないが、江北駅（旧肥前山口駅）より南側と北側の一部世帯では。当中継局と久留米・鳥栖テレビ・FM放送所（水平偏波）のUHFアンテナ2本設置している世帯もある。

### 地上アナログテレビ放送
| 放送局名          | チャンネル | 空中線電力        | ERP                | 放送対象地域 | 放送区域内世帯数 |
| NHK佐賀教育テレビ | 32ch       | 映像3W /音声750mW | 映像8.3W /音声2.1W | 全国         | 約-世帯          |
| NHK佐賀総合テレビ | 39ch       | 映像3W /音声750mW | 映像8.3W /音声2.1W | 佐賀県       | 約-世帯          |
| stsサガテレビ     | 37ch       | 映像3W /音声750mW | 映像8.3W /音声2.1W | 佐賀県       | 約-世帯          |

開局年月日
- 1975年（昭和50年）1月25日（NHK佐賀放送局）
- 1978年（昭和53年）9月20日（sts）
- 2011年（平成23年）7月24日で廃局。

## 偏波面
- デジタル・アナログ共、垂直偏波。